# Hermod

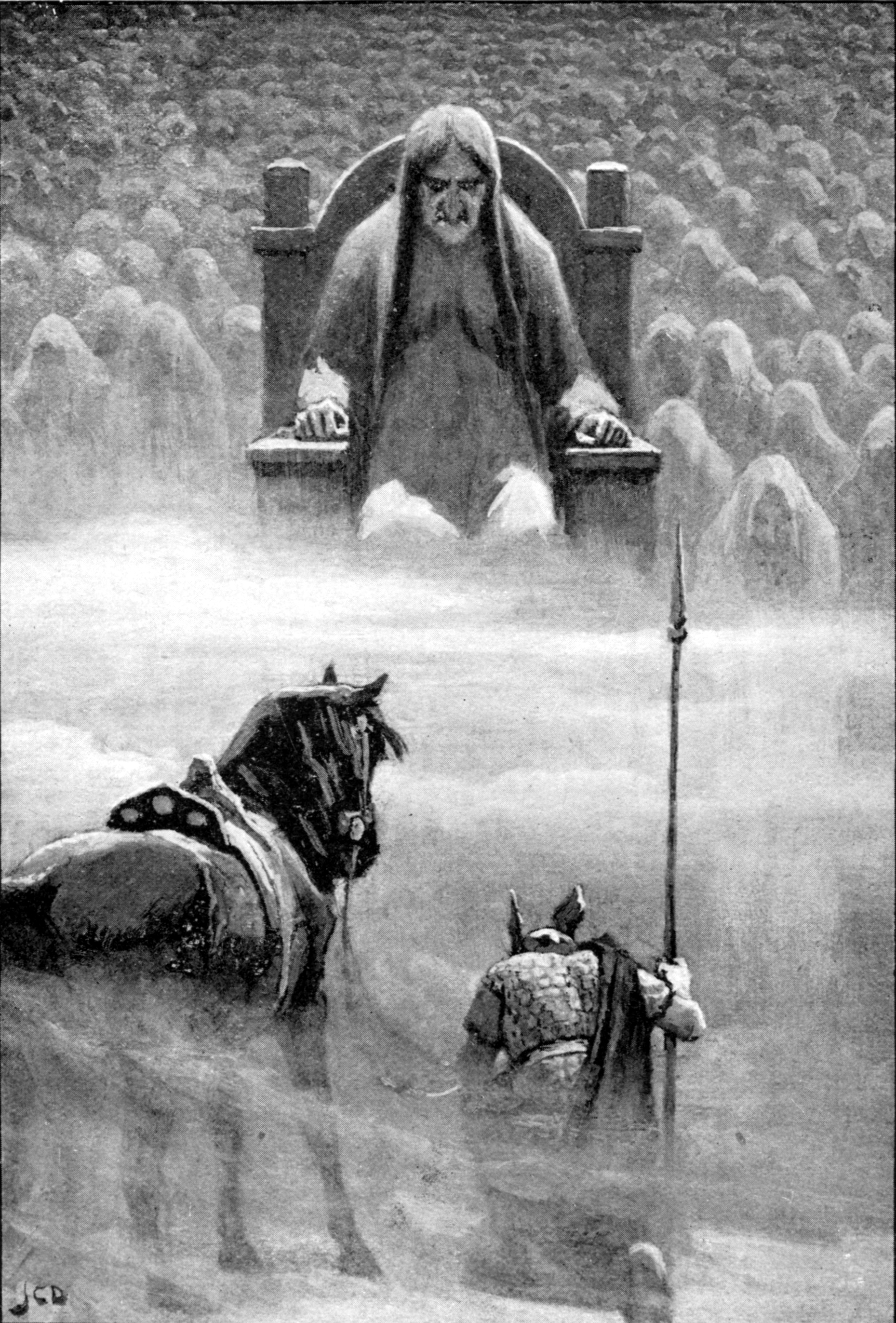
Hermod błaga Hel o uwolnienie brata

Hermod – As, syn Odyna i Frigg, posłaniec bogów, najprawdopodobniej deifikowany heros. Gdy jego brat Baldur zginął z ręki ślepego Hodura, udał się do podziemnego królestwa bogini umarłych Hel na ośmionogim koniu Sleipnirze, aby prosić o jego uwolnienie. Hel nie wysłuchała prośby Hermoda; pozwoliła mu jedynie zabrać do siedziby bogów bransoletę, którą Odyn w geście rozpaczy rzucił na stos pogrzebowy Baldura.